# François Rozier
Jean-Baptiste François Rozier (Lyon, 23 de enero de 1734-Lyon, 29 de agosto de 1793) fue un botánico, y agrónomo francés, también fue Prior Comendador de Nanteuil-le-Haudouin, Señor de Chèvreville.

## Biografía
Estudia en Villefranche-sur-Saône e ingresa en el seminario de Santa Irene de Lyon. Negándose a entrar en el gran seminario, prefiere consagrarse a la ciencia. Pobre, su hermano le confía la gestión del ámbito familiar situada cerca de Vienne.
Invita a sus amigos como Marc Antoine Louis Claret del Tourrette (1729-1793) y Jean-Emmanuel Gilibert (1741-1814) a sesiones de herborización. Conoce entonces a Claude Bourgelat (1712-1779) con el que inauguran la escuela veterinaria de Lyon.
Pasa a ser, en 1761, profesor de Botánica y materia médica.
Crea un gran jardín botánico. Llega a ser en 1765, director de la enseñanza. Pero, a raíz de discrepancias con Bourgelat, Rozier pierde su puesto en 1769.
De vuelta al ámbito familiar donde tendrá la visita de Jean-Jacques Rousseau (1712-1778). Publica en 1776 conjuntamente con La Tourrette las Démonstrations élémentaires de botanique, que serán reeditados varias veces.
Se instala en París en 1771 dónde readquiere el Journal de Physique (Diario de la Física) que rebautiza bajo el título de Journal d’observations sur la Physique, l’Histoire naturelle et sur les Arts et Métiers (Diario de observaciones sobre la Física, la Historia natural y sobre las Artes y Oficios). Aquí permanece durante diez años.
Anne Robert Jacques Turgot (1727-1781) lo envía en 1775 por el sur de Francia para estudiar las producciones locales, luego en 1777, a los Países Bajos, acompañado por Nicolas Desmarest (1725-1815), para estudiar los molinos.
Rozier se instala en 1779 cerca de Béziers (dominio de Beauséjour) dónde redacta su Curso completo de agricultura... o Diccionario universal la agricultura, por una sociedad de agricultores  (doce volúmenes incluidos nueve editados y escritos parcialmente de su mano, 1781-1800). Con este trabajo Rozier prestó grandes servicios al agricultura. Fue un precursor en muchos ámbitos.
Sus sentimientos filosóficos le valieron las persecuciones de los envidiosos y de los ignorantes. El obispo de Béziers, un tal Nicolaï, llegó incluso hasta hacer pasar, influyendo en los presupuestos de la provincia, una carretera a través de su propiedad.
En 1786, Rozier aceptará la dirección de la escuela de agricultura en Lyon. Vuelve de nuevo a Lyon algunos años más tarde y asiste, entusiasta, al principio de la Revolución. Solicitó ante las dos primeras asambleas la creación de una escuela nacional de agricultura.
Muere durante el asedio de la ciudad por una bomba.
En 1801, aparece póstumamente su Tratado teórico y práctico sobre el cultivo de la vid, con el arte de hacer el vino, los aguardientes, espíritu de vino, vinagres...  (dos volúmenes, París, 1801).

## Publicaciones
- con Marc-Antoine-Louis Claret de la Tourrette. Démonstrations élémentaires de botanique, contenant les principes généraux de cette science, l’explication des termes, les fondemens des méthodes, et les élémens de la physique des végétaux ; la description des plantes les plus communes, les plus curieuses, les plus utiles, rangées suivant la méthode de M. de Tournefort et celle du chevalier Linné, leurs usages et leurs propriétés dans les arts, l’économie rurale, dans la médecine humaine et vétérinaire ; ainsi qu’une instruction sur la formation d’un herbier, sur la dessiccation, la macération, l’infusion des plantes..., 1766 ; 2.ª éd., 1773, 2 vols. in-8.º ; 3.ª éd. (corregida y considerablemente aumentada), Lyon, chez Bruyset, frères, 1787, 3 vols. in-8.º ; 4.ª éd. en 1793, 4 vols. ; Lyon, Bruyset aîné, 1796, 2 vols. in-4.º[1]
- Mémoire sur la meilleure manière de faire et de gouverner les vins de Provence, soit pour l'usage, soit pour leur faire passer les mers. Obra útil en todos los países de viñedos. Que le aporta el premio del jurado de la Académia de Marsella, en el año 1770. Y se encuentra publicada, en Lausanne, Lyon editor Rosset, París editor Le Jay, 1772. Esta obra es un tratado de los vinos del Mediodía. Además de un estudio sobre las vides rojas y blancas cultivadas en Provenza, hay una disertación sobre los medios empleados para renovar una vid, una disertación sobre los usos económicos de las distintas partes de la vid y otras sobre las naves susceptibles de contener, mejorar el vino, y sobre los objetos que se utilizan.
- Démonstrations élémentaires de botanique. Lyon, editor Jean-Marie Bruyset, 1773. de François Rozier y Antoine-Louis Claret de la Tourette. Donde estudia la influencia del clima, abonos y labranzas sobre los vegetales que tiene en observación, y los esfuerzos, por la alianza de la historia natural, la química y la física, para incrementar el valor del suelo que explotaba.
- Observations sur la physique, sur l'histoire naturelle et sur les arts, etc par l'abbé Rozier, par M. J. A. Mongez le jeune etc. París, buró del J. de Physique 1789/1792
- Cours complet d'agriculture théorique, pratique, économique, et de médecine rurale et vétérinaire; suivi d'une Méthode pour étudier l'agriculture par principes: ou Dictionnaire universel d'agriculture. En 10 vols. París, Rue et Hôtel Serpente, (Imprenta Marchant, et Cl. Simon), 1781-85-83-86-87-86-86-89-96-1800. Los 9 primeros volúmenes son del abate Rozier, de Lalauze, Mongez, Copineau, Falconet, Baignière, Thorel, y otros. El tomo X, publicado en 1800, es por sus redactores: MM Chaptal, Dussieux, Lasteyrie, Cadet-de-Vaux, Parmentier, Gilbert, Rougier de La Bergerie et Chambon. En 1805 la serie fue completada con los volúmenes XI y XII, París. Cours complet d'agriculture theorique, pratique, économique, et de médecine rurale et vétérinaire, suivi d'une méthode pour étudier l'agricultue par principes ou dictionnaire universel d'agriculture. París, Serpente-Marchant, 1791. París Delalain 1797 12 volúmenes. La edición de Lyon, 1793 es menos buena que la de París, esta obra vuelve a ser valorada después de mucho tiempo, como la enciclopedia agrícola más grande del s. XVIII
- Traité théorique et pratique sur la Culture de la Vigne, avec l'Art de Faire le Vin, les Eaux-de-Vie, Esprit-de-Vin, Vinaigres simples et composés. Ouvrage dans lequel se trouvent les meilleurs méthodes pour faire, gouverner et perfectionner les Vins et Eaux-de-Vie… de Jean-Antoine Chaptal, François Rozier, & Antoine Parmentier. París, Delalain, Año IX (1801). 2 volúmenes. Textos de Parmentier y Rozier figuran en esta obra sobre el vinagre y los aguardientes. Esta recopilación contiene los textos fundamentales de la viticultura y de la enología modernas. Se encuentra el arte de cultivar la vid.

## Abreviatura en botánica
- La abreviatura «Rozier» se emplea para indicar a François Rozier como autoridad en la descripción y clasificación científica de los vegetales.[1]